# Kim Sơn, Tân Bắc
Kim Sơn (tiếng Trung: 金山區; bính âm Hán ngữ: Jīnshān Qū; bính âm thông dụng: Jinshan Cyu; Bạch thoại tự: Kim-san Khu) là một khu (quận) của thành phố Tân Bắc, Trung Hoa Dân Quốc (Đài Loan). Đây là một quận ven biển và có tỷ lệ đô thị hóa thấp. Quận thu hút nhiều khách du lịch hàng năm với các suối nước nóng và vị trí gần gũi với Kim Bảo Sơn và bảo tàng Chu Minh.